# Клемен Лаврич
Клемен Лаврич (12. јун 1981) бивши је словеначки фудбалер.

## Каријера
Током каријере играо је за Рудар Велење, Динамо Дрезден, Дуизбург, Штурм, Карлсруе и многе друге клубове.

## Репрезентација
За репрезентацију Словеније дебитовао је 2004. године. За национални тим одиграо је 25 утакмица и постигао 6 голова.

## Статистика
| Словенија | Словенија | Словенија |
| Год.      | Ута.      | Гол.      |
| --------- | --------- | --------- |
| 2004      | 3         | 0         |
| 2005      | 4         | 1         |
| 2006      | 6         | 1         |
| 2007      | 11        | 4         |
| 2008      | 1         | 0         |
| Укупно    | 25        | 6         |